# Il Volo (album)
Il Volo – debiutancki album studyjny włoskiego trio Il Volo wydany 30 listopada 2010 roku nakładem wytwórni Geffen.
W czerwcu 2011 roku ukazała się reedycja albumu wzbogacona o dwa nowe utwory, a w listopadzie – świąteczne wydanie z pięcioma dodatkowymi, bożonarodzeniowymi przebojami w wykonaniu zespołu.

## Lista utworów

### Wydanie włoskie
| Il Volo | Il Volo                     | Il Volo                                               | Il Volo |
| Nr      | Tytuł utworu                | Autorstwo                                             | Długość |
| ------- | --------------------------- | ----------------------------------------------------- | ------- |
| 1.      | „Il mondo”                  | Gianni Meccia, Jimmy Fontana, Carlo Pes, Italo Greco  | 4:21    |
| 2.      | „E più ti penso”            | Ennio Morricone, Tony Renis, Mogol                    | 4:47    |
| 3.      | „È la mia vita”             | Pino Marino, Maurizio Fabrizio                        | 4:09    |
| 4.      | „’O sole mio”               | Giovanni Capurro, Eduardo Di Capua, Alfredo Mazzucchi | 3:36    |
| 5.      | „El reloj”                  | Roberto Cantoral                                      | 4:09    |
| 6.      | „Smile”                     | Charlie Chaplin, John Turner                          | 4:47    |
| 7.      | „Notte stellata (The Swan)” | Tony Renis, Camille Saint-Saëns                       | 3:50    |
| 8.      | „La luna hizo esto”         | Mark Portman, Diane Warren, Edgar Cortázar            | 3:28    |
| 9.      | „Per te”                    | Marco Marinangeli, Josh Groban, Walter Afanasieff     | 5:03    |
| 10.     | „Un amore così grande”      | Antonella Maggio, Guido Ferilli                       | 4:22    |
|         |                             |                                                       | 42:32   |

| Il Volo (Reedycja) | Il Volo (Reedycja)          | Il Volo (Reedycja)                                    | Il Volo (Reedycja) |
| Nr                 | Tytuł utworu                | Autorstwo                                             | Długość            |
| ------------------ | --------------------------- | ----------------------------------------------------- | ------------------ |
| 1.                 | „Il mondo”                  | Gianni Meccia, Jimmy Fontana, Carlo Pes, Italo Greco  | 4:21               |
| 2.                 | „E più ti penso”            | Ennio Morricone, Tony Renis, Mogol                    | 4:47               |
| 3.                 | „È la mia vita”             | Pino Marino, Maurizio Fabrizio                        | 4:09               |
| 4.                 | „’O sole mio”               | Giovanni Capurro, Eduardo Di Capua, Alfredo Mazzucchi | 3:36               |
| 5.                 | „El reloj”                  | Roberto Cantoral                                      | 4:09               |
| 6.                 | „Smile”                     | Charlie Chaplin, John Turner                          | 4:47               |
| 7.                 | „Notte stellata (The Swan)” | Tony Renis, Camille Saint-Saëns                       | 3:50               |
| 8.                 | „La luna hizo esto”         | Mark Portman, Diane Warren, Edgar Cortázar            | 3:28               |
| 9.                 | „Per te”                    | Marco Marinangeli, Josh Groban, Walter Afanasieff     | 5:03               |
| 10.                | „Un amore così grande”      | Antonella Maggio, Guido Ferilli                       | 4:22               |
| 11.                | „Painfully Beautiful”       | Diane Warren                                          | 3:45               |
| 12.                | „This Time”                 | Kevin Griffin, Mike Busbee, Michelle Robin Lewis      | 3:06               |
|                    |                             |                                                       | 49:23              |

| Il Volo – Special Christmas Edition (CD 1) | Il Volo – Special Christmas Edition (CD 1) | Il Volo – Special Christmas Edition (CD 1)            | Il Volo – Special Christmas Edition (CD 1) |
| Nr                                         | Tytuł utworu                               | Autorstwo                                             | Długość                                    |
| ------------------------------------------ | ------------------------------------------ | ----------------------------------------------------- | ------------------------------------------ |
| 1.                                         | „Il mondo”                                 | Gianni Meccia, Jimmy Fontana, Carlo Pes, Italo Greco  | 4:21                                       |
| 2.                                         | „E più ti penso”                           | Ennio Morricone, Tony Renis, Mogol                    | 4:47                                       |
| 3.                                         | „È la mia vita”                            | Pino Marino, Maurizio Fabrizio                        | 4:09                                       |
| 4.                                         | „’O sole mio”                              | Giovanni Capurro, Eduardo Di Capua, Alfredo Mazzucchi | 3:36                                       |
| 5.                                         | „El reloj”                                 | Roberto Cantoral                                      | 4:09                                       |
| 6.                                         | „Smile”                                    | Charlie Chaplin, John Turner                          | 4:47                                       |
| 7.                                         | „Notte stellata (The Swan)”                | Tony Renis, Camille Saint-Saëns                       | 3:50                                       |
| 8.                                         | „La luna hizo esto”                        | Mark Portman, Diane Warren, Edgar Cortázar            | 3:28                                       |
| 9.                                         | „Per te”                                   | Marco Marinangeli, Josh Groban, Walter Afanasieff     | 5:03                                       |
| 10.                                        | „Un amore così grande”                     | Antonella Maggio, Guido Ferilli                       | 4:22                                       |
| 11.                                        | „Painfully Beautiful”                      | Diane Warren                                          | 3:45                                       |
| 12.                                        | „This Time”                                | Kevin Griffin, Mike Busbee, Michelle Robin Lewis      | 3:06                                       |
| 13.                                        | „Il mondo” (z Andreiem Lugovskim)          | Gianni Meccia, Jimmy Fontana, Carlo Pes, Italo Greco  | 4:23                                       |
|                                            |                                            |                                                       | 53:46                                      |

| Il Volo – Special Christmas Edition (CD 2) | Il Volo – Special Christmas Edition (CD 2)                                                   | Il Volo – Special Christmas Edition (CD 2)                            | Il Volo – Special Christmas Edition (CD 2) |
| Nr                                         | Tytuł utworu                                                                                 | Autorstwo                                                             | Długość                                    |
| ------------------------------------------ | -------------------------------------------------------------------------------------------- | --------------------------------------------------------------------- | ------------------------------------------ |
| 1.                                         | „Silent Night”                                                                               | Franz Xaver Gruber, Joseph Mohr                                       | 4:02                                       |
| 2.                                         | „Panis Angelicus”                                                                            | Thomas Aquinas, César Franck                                          | 3:50                                       |
| 3.                                         | „Christmas Medley” (Jingle Bell Rock, Let It Snow, It’s the Most Wonderful Time of the Year) | Joe Beal, Jim Boothe, Sammy Cahn, Jule Styne, Eddie Pola, George Wyle | 3:35                                       |
| 4.                                         | „The Christmas Song” (z Pią Toscano)                                                         | Mel Tormé, Bob Wells                                                  | 4:20                                       |
| 5.                                         | „Stille Nacht”                                                                               | Franz Xaver Gruber, Joseph Mohr                                       | 4:02                                       |
|                                            |                                                                                              |                                                                       | 19:49                                      |

### Wydanie międzynarodowe
| Il Volo | Il Volo                     | Il Volo                                               | Il Volo |
| Nr      | Tytuł utworu                | Autorstwo                                             | Długość |
| ------- | --------------------------- | ----------------------------------------------------- | ------- |
| 1.      | „Il mondo”                  | Gianni Meccia, Jimmy Fontana, Carlo Pes, Italo Greco  | 4:21    |
| 2.      | „E più ti penso”            | Ennio Morricone, Tony Renis, Mogol                    | 4:47    |
| 3.      | „È la mia vita”             | Pino Marino, Maurizio Fabrizio                        | 4:09    |
| 4.      | „’O sole mio”               | Giovanni Capurro, Eduardo Di Capua, Alfredo Mazzucchi | 3:36    |
| 5.      | „El reloj”                  | Roberto Cantoral                                      | 4:09    |
| 6.      | „Smile”                     | Charlie Chaplin, John Turner                          | 4:47    |
| 7.      | „Notte stellata (The Swan)” | Tony Renis, Camille Saint-Saëns                       | 3:50    |
| 8.      | „La luna hizo esto”         | Mark Portman, Diane Warren, Edgar Cortázar            | 3:28    |
| 9.      | „Per te”                    | Marco Marinangeli, Josh Groban, Walter Afanasieff     | 5:03    |
| 10.     | „Un amore così grande”      | Antonella Maggio, Guido Ferilli                       | 4:22    |
| 11.     | „Painfully Beautiful”       | Diane Warren                                          | 3:45    |
| 12.     | „This Time”                 | Kevin Griffin, Mike Busbee, Michelle Robin Lewis      | 3:06    |
|         |                             |                                                       | 49:23   |

### Wydanie hiszpańskie
| Il Volo (Edición en Español) | Il Volo (Edición en Español)          | Il Volo (Edición en Español)                                           | Il Volo (Edición en Español) |
| Nr                           | Tytuł utworu                          | Autorstwo                                                              | Długość                      |
| ---------------------------- | ------------------------------------- | ---------------------------------------------------------------------- | ---------------------------- |
| 1.                           | „Hasta el final”                      | Adam Anders, Claudia Brant, Marco Marinangeli                          | 4:35                         |
| 2.                           | „Gira, el mundo gira”                 | Jimmy Fontana, Italo Greco, Gianni Meccia, Carlo Pes, Alejandro Lerner | 4:21                         |
| 3.                           | „El reloj”                            | Roberto Cantoral                                                       | 4:09                         |
| 4.                           | „Nuestro amor es más que grande”      | Antonella Maggio, Guido Ferilli, Claudia Brant                         | 4:22                         |
| 5.                           | „’O sole mio”                         | Giovanni Capurro, Eduardo Di Capua, Alfredo Mazzucchi                  | 3:35                         |
| 6.                           | „La luna hizo esto”                   | Mark Portman, Diane Warren, Edgar Cortázar                             | 3:28                         |
| 7.                           | „Así será”                            | Marco Marinangeli, Josh Groban, Walter Afanasieff, Claudia Brant       | 5:03                         |
| 8.                           | „Mi vida”                             | Maurizio Fabrizio, Pino Marino, Alejandro Lerner                       | 4:09                         |
| 9.                           | „Notte stellata (Noche de estrellas)” | Tony Renis, Camille Saint-Saëns                                        | 3:50                         |
| 10.                          | „Smile (Sonríe)”                      | John Turner, Geoffrey Parsons, Charlie Chaplin                         | 4:46                         |
| 11.                          | „E più ti penso (Pienso en ti)”       | Ennio Morricone, Tony Renis                                            | 4:47                         |
|                              |                                       |                                                                        | 47:05                        |

## Notowania i certyfikaty
| Kraj              | Lista (2012-15)          | Najwyższe miejsce |
| ----------------- | ------------------------ | ----------------- |
| Stany Zjednoczone | Top 20 Latin Pop Albums  | 1                 |
| Stany Zjednoczone | Top 25 Classical Albums  | 1                 |
| Stany Zjednoczone | Top 20 Latin Albums      | 4                 |
| Stany Zjednoczone | Hot 200 Albums           | 10                |
| Austria           | Album Top 40             | 1                 |
| Nowa Zelandia     | Album Top 40             | 2                 |
| Belgia            | Album Top 200 (Walonia)  | 3                 |
| Belgia            | Album Top 200 (Flandria) | 42                |
| Włochy            | Album Top 20             | 6                 |
| Meksyk            | Album Top 40             | 6                 |
| Holandia          | Album Top 100            | 7                 |
| Niemcy            | Album Top 50             | 8                 |
| Francja           | Album Top 150            | 10                |
| Australia         | Album Top 100            | 18                |
| Hiszpania         | Albums Top 100           | 21                |
| Portugalia        | Album Top 30             | 25                |
| Szwajcaria        | Album Top 100            | 46                |
| Kanada            | Album Top 100            | 55                |

| Rok  | Kraj   | Miejsce |
| ---- | ------ | ------- |
| 2010 | Włochy | 86      |
| 2011 | Niemcy | 97      |

| Kraj              | Certyfikat                 | Sprzedaż |
| ----------------- | -------------------------- | -------- |
| Austria           | Złoto                      | 10 000   |
| Włochy            | Platyna                    | 60 000   |
| Francja           | Złoto                      | 50 000   |
| Meksyk            | Platyna                    | 60 000   |
| Holandia          | Złoto                      | 25 000   |
| Stany Zjednoczone | Złoto (Wersja hiszpańska)) | 50 000   |